# Espanha nos Jogos Olímpicos de Inverno de 2018
A Espanha participou dos Jogos Olímpicos de Inverno de 2018, realizados na cidade de Pyeongchang, na Coreia do Sul.
O país fez sua vigésima aparição em Olimpíadas de Inverno desde que estreou nos Jogos de 1936, em Garmisch-Partenkirchen. Sua delegação foi composta de treze atletas que competiram em cinco esportes.

## Medalhas
| Atleta           | Esporte             | Evento                    | Medalha |
| ---------------- | ------------------- | ------------------------- | ------- |
| Regino Hernández | Snowboard           | Snowboard cross masculino | Bronze  |
| Javier Fernández | Patinação artística | Individual masculino      | Bronze  |

## Desempenho

### Esqui alpino
Masculino
| Atleta           | Evento         | Descida 1 | Descida 2 | Total | Pos. |
| ---------------- | -------------- | --------- | --------- | ----- | ---- |
| Juan Del Campo   | Slalom         | DNF       | DNF       | DNF   | DNF  |
| Juan Del Campo   | Slalom gigante | 1:13.39   | DNF       | DNF   | DNF  |
| Joaquim Salarich | Slalom         | 52.07     | DNF       | DNF   | DNF  |

### Esqui cross-country
Masculino
| Atleta                          | Evento                 | Clássico | Clássico | Livre   | Livre | Semifinal | Semifinal | Final       | Final       |
| Atleta                          | Evento                 | Tempo    | Pos.     | Tempo   | Pos.  | Tempo     | Pos.      | Tempo       | Pos.        |
| ------------------------------- | ---------------------- | -------- | -------- | ------- | ----- | --------- | --------- | ----------- | ----------- |
| Imanol Rojo                     | 15 km livre            |          |          |         |       |           |           | 37:35.5     | 62º         |
| Imanol Rojo                     | 30 km skiathlon        | 43:27.4  | 49º      | 39:05.3 | 54º   |           |           | 1:23:06.5   | 49º         |
| Imanol Rojo                     | 50 km clássico         |          |          |         |       |           |           | 2:19:10.1   | 35º         |
| Martí Vigo del Arco             | 15 km livre            |          |          |         |       |           |           | DNF         | DNF         |
| Imanol Rojo Martí Vigo del Arco | Velocidade por equipes |          |          |         |       | 16:59.83  | 10º       | Não avançou | Não avançou |

### Patinação artística
| Atleta                        | Evento               | Programa curto | Programa curto | Programa livre | Programa livre | Total       | Total             |
| Atleta                        | Evento               | Pontos         | Pos.           | Pontos         | Pos.           | Pontos      | Pos.              |
| ----------------------------- | -------------------- | -------------- | -------------- | -------------- | -------------- | ----------- | ----------------- |
| Javier Fernández              | Individual masculino | 107.58         | 2º             | 197.66         | 4º             | 305.24      | Medalha de bronze |
| Felipe Montoya                | Individual masculino | 52.41          | 29º            | Não avançou    | Não avançou    | Não avançou | Não avançou       |
| Sara Hurtado Kirill Khaliavin | Dança no gelo        | 66.93          | 12º            | 101.40         | 11º            | 168.33      | 12º               |

### Skeleton
| Atleta          | Evento    | Final      | Final      | Final      | Final       | Final   | Final |
| Atleta          | Evento    | 1ª descida | 2ª descida | 3ª descida | 4ª descida  | Total   | Pos.  |
| --------------- | --------- | ---------- | ---------- | ---------- | ----------- | ------- | ----- |
| Ander Mirambell | Masculino | 51.64      | 52.06      | 51.59      | Não avançou | 2:35.29 | 23º   |

### Snowboard
Halfpipe
| Atleta            | Evento   | Qualificatória | Qualificatória | Qualificatória | Final     | Final     | Final     | Final |
| Atleta            | Evento   | Corrida 1      | Corrida 2      | Pos.           | Corrida 1 | Corrida 2 | Corrida 3 | Pos.  |
| ----------------- | -------- | -------------- | -------------- | -------------- | --------- | --------- | --------- | ----- |
| Queralt Castellet | Feminino | 71.50          | 45.50          | 5º             | 59.75     | 67.75     | 43.75     | 7º    |

Snowboard cross
| Atleta           | Evento    | Preliminar | Preliminar | Oitavas | Quartas     | Semifinal   | Final       | Final             |
| Atleta           | Evento    | Tempo      | Pos.       | Posição | Posição     | Posição     | Posição     | Pos.              |
| ---------------- | --------- | ---------- | ---------- | ------- | ----------- | ----------- | ----------- | ----------------- |
| Lucas Eguibar    | Masculino | 1:14.45    | 26º        | DNF     | Não avançou | Não avançou | Não avançou | Não avançou       |
| Regino Hernández | Masculino | 1:13.67    | 3º         | 3º      | 1º          | 1º          | 3º          | Medalha de bronze |
| Laro Herrero     | Masculino | 1:16.97    | 37º        | 5º      | Não avançou | Não avançou | Não avançou | Não avançou       |

Legenda
| Recorde mundial      | Recorde mundial (World record)               |                       | Recorde africano                      | Recorde africano (African) |                                           | Q | Classificado por posição (Qualified) |
| Recorde olímpico     | Recorde olímpico (Olympic record)            | Recorde da América    | Recorde da América (Americas)         | q                          | Classificado por melhor tempo (Qualified) |   |                                      |
| Melhor marca do ano  | Melhor marca do ano (World leading)          | Recorde asiático      | Recorde asiático (Asian)              | DNS                        | Não largou (Did not start)                |   |                                      |
| Recorde nacional     | Recorde nacional (National record)           | Recorde europeu       | Recorde europeu (European)            | DNF                        | Não terminou (Did not finish)             |   |                                      |
| Recorde pessoal      | Recorde pessoal do atleta (Personal best)    | Recorde da Oceania    | Recorde da Oceania (Oceania)          | DSQ / DQ                   | Desclassificado (Disqualified)            |   |                                      |
| Recorde da temporada | Recorde da temporada do atleta (Season best) | Recorde sul-americano | Recorde sul-americano (South America) | NM                         | Sem marca (No mark)                       |   |                                      |